# Баранчук, Анна Александровна
Анна Александровна Баранчук (родилась 18 декабря 1993 года в Прокопьевске) — российская регбистка и фотомодель, игрок клуба «ЦСКА» и женских сборных России по регби-15 и регби-7. Мастер спорта России международного класса, заслуженный мастер спорта России.

## Биография
Окончила школу № 45 в 2012 году. С 2012 по 2016 год училась в Кубанском государственном университете физической культуры, спорта и туризма по программе специалитета. Окончила магистратуру Кубанского государственного университета физической культуры, спорта и туризма в 2018 году (Кафедра физиологии, тема выпускной работы: «Функциональные асимметрии у высококвалифицированных спортсменок, специализирующихся в регби»), имеет диплом с отличием. Регби занималась в Центре спортивной подготовки № 4 (ныне Региональный центр спортивной подготовки по игровым видам спорта, г. Краснодар). Занималась баскетболом и лёгкой атлетике. Во время обучения писала доклад об отличиях между регби и американским футболом. Выступала за команду центра РЦСП по ИВС.
В составе сборной России по регби-15 в 2014 году стала бронзовым призёром чемпионата Европы. С 2018 года выступает в составе сборной России в Мировой серии; в 64 играх набрала 20 очков. В частности, привлекалась на матчи Мировой серии (сезон 2017/2018, этапы в Сиднее и Сан-Франциско В составе сборной по регби-7 также играла на Кубке мира 2018 года в Сан-Франциско. Чемпионка Европы по регби-7 2018, 2019 и 2021: первую золотую медаль получила официально в 2019 году, в 2021 году выступила на обоих этапах чемпионата Европы по регби-7 в Лиссабоне и Москве, став чемпионкой Европы в третий раз.
В 2019 году номинирована на приз лучшей регбистке России. 19 марта 2020 года стала игроком ЦСКА. В июле 2021 года включена в заявку команды ОКР на Олимпиаду в Токио.
Как игрок, характеризует себя как «разнимающая» участников драк на матчах по регби.